# Harold Green
Harold Green (ur. 1944) – amerykański dziennikarz.

## Wyróżnienia
Posiada swoją gwiazdę na Hollywoodzkiej Alei Gwiazd.